# Ástaco
Ástaco (griego: Αστακός, Latín: Astacos o Astacus) es un municipio y un pueblo griego de la unidad periférica de Etolia-Acarnania. Está situado en el este del mar Jónico; sin embargo unas pequeñas colinas impiden ver la mayoría de las islas. 

## Historia
Es citada por Tucídides en el marco de la guerra del Peloponeso. El año 431 a. C. una expedición ateniense tomó la ciudad de Ástaco y expulsó del poder a Evarco pero, al invierno siguiente, el propio Evarco convenció a los corintios para que enviaran un ejército que le repuso en el poder de Ástaco. La expedición constaba de cuarenta naves, 1500 hoplitas y algunos mercenarios contratados por Evarco.
Es citada también en el Periplo de Pseudo-Escílax, que menciona su puerto, y en la Geografía de Estrabón, que la sitúa cerca del cabo Critote y las islas Equínadas. En época bizantina, la ciudad era conocida como Dragamesto.

## Ciudad moderna
Está emplazada en una carretera que enlaza Agios Nikolaos y la GR-5 cerca de Messolonghi ligeramente al este de Etólico. Al sur de Ástaco hay una rada. Está emplazada al sursureste de Léucade y Préveza, al sur de Arta y Anfiloquía, al oeste de Agrinio y al noroeste de Etólico y Messolonghi. 
La localidad tiene un colegio, un gimnasio, una iglesia, una oficina postal, un pequeño puerto con un pequeño embarcadero y una playa situada no lejos del centro. Gran parte del territorio municipal está deforestado. Hay montañas rocosas que se alzan al norte y al noreste.

## Lugares cercanos
- Karaiskaki: al nornoroeste
- Vasilopoulo: al noreste

## Subdivisiones del municipio
- Agrampela
- Ástaco
- Bambini
- Karaiskaki
- Machera
- Chrysovitsa
- Kato Chrysovitsa
- Palaiomanina
- Prodromos
- Skourtou
- Strongilovouni
- Vasilopoulo
- Vliziana

## Personajes
- Leo Leandros (n. 1926). Un famoso cantante y compositor .